# Trường Hải (nhạc sĩ)
Trường Hải (tên đầy đủ: Tạ Trường Hải, 3 tháng 10 năm 1938 – 11 tháng 6 năm 2021) là một ca sĩ, nhạc sĩ nhạc vàng trước 1975 tại miền Nam Việt Nam và sau này ở hải ngoại. Ông là tác giả một số ca khúc được nhiều người biết đến như Ai, Tình ca người đi biển, Những chiều không có em, Hai cánh phượng buồn. Khi sáng tác ông còn dùng nghệ danh khác là Vĩnh Thuận.

## Tiểu sử
Ông sinh ngày 3 tháng 10 năm 1938 tại tỉnh Sóc Trăng.
Năm 18 tuổi, Trường Hải cùng một người bạn đồng lứa là nhạc sĩ Thanh Sơn lên thủ đô Sài Gòn để dấn thân vào con đường văn nghệ. Thanh Sơn thi đậu hạng nhất giải ca của đài phát thanh Sài Gòn năm 1960 và Trường Hải thì đoạt giải nhì vào năm kế tiếp 1961 với bản "Gặp nhau" của Hoàng Thi Thơ. Tuy vậy, cả hai đều sống lây lất vì chưa trở thành ca sĩ hát cho các phòng trà.
Sau đó, ông được người quen giới thiệu chơi ghi-ta và thổi kèn trong một ban nhạc cho phòng trà Kim Sơn, Hòa Bình, phòng trà nhỏ của Sài Gòn đầu thập niên 1960 với Anh Quý, Song Ngọc, Duy Khiêm. Dần dần ông chơi nhạc cho vũ trường Đại Nam, trên lầu thì có ban nhạc do Lê Văn Thiện, Huỳnh Anh và dưới lầu thì là ban nhạc Trường Hải.
Trong lúc chơi nhạc cho vũ trường thì Trường Hải bắt đầu sáng tác ca khúc. Bản nhạc đầu tay mang tên Còn nhớ tôi không viết để kỷ niệm tình bạn, tình lính cùng nhạc sĩ Thanh Sơn, bán tác quyền cho trung tâm phát hành Diên Hồng được 15.000 đồng, một số tiền tương đương mấy tháng lương công chức hạng trung thời đó. Bản kế tiếp là Những chiều không có em, tự phát hành lấy đợt đầu được 3.000 bản. Bản này do ca sĩ Hùng Cường hát đầu tiên được thính giả ái mộ. Nhưng vì chính sách văn nghệ thời này cấm không cho phổ biến nhạc ủy mị trên đài phát thanh Sài Gòn nên sự phổ biến bị chậm lại, và anh bán bản quyền cho trung tâm của ca nhạc sĩ Duy Khánh với giá 18.000 đồng. Sau đó nhạc sĩ Trường Hải chuyển hướng viết nhạc vui như bản Nhịp đàn vui tự phát hành được 10.000 bản. Và tiêu biểu nhất là bản Tình ca người đi biển với 30,000 bản được bán ra.
Đầu thập niên 1970, khi phong trào làm băng nhạc thịnh hành, ông còn thực hiện và sản xuất hơn 20 băng nhạc "Trường Hải" với nhiều ca sĩ nổi tiếng lúc đó. Sau khi sang định cư ở Mỹ, ông vẫn tiếp tục ca hát và thực hiện thu âm băng nhạc Trường Hải.
Ngoài ra, ông từng phục vụ trong ban văn nghệ của Cục Quân Vận, Quân lực Việt Nam Cộng hòa cùng với nhạc sĩ Thanh Sơn. Bài Mười năm tái ngộ được nhạc sĩ Thanh Sơn viết để tặng Trường Hải.
Sau sự kiện 30 tháng 4 năm 1975, Trường Hải làm nghề buôn bán nhạc cụ và có một dạo tham gia vào đoàn hát của Hoàng Biểu lưu diễn các tỉnh để sinh sống qua ngày và tìm đường vượt biển. Năm 1979 thì ông vượt biên thành công đến Nam Dương và sau đó định cư tại Quận Cam năm 1980.
Năm 1981, ông lập trung tâm băng nhạc Trường Hải, là trung tâm đầu tiên sản xuất và phát hành băng video ở hải ngoại với băng video Không ra mắt năm 1983.
Trường Hải qua đời ngày 11 tháng 6 năm 2021.

## Sáng tác
Danh sách này không đầy đủ, bạn cũng có thể giúp mở rộng danh sách.
- 5 phút cho em
- 5 phút dừng quân
- Ai
- Ảo mộng
- Anh sẽ đưa em
- Buồn 18
- Buồn theo gió thu
- Chiều hoang
- Chết theo mùa thu
- Chuyện ngoài chiến tuyến
- Còn nhớ tôi không
- Dễ thương (Trường Hải & Vĩnh Thuận)
- Hạ vàng biển xanh (lời Việt)
- Hai cánh phượng buồn
- Em yêu nhạc Brahms
- Em sẽ chờ anh
- Em xin làm người yêu của lính
- Hai cánh phượng buồn (thơ Tạ Vũ Thy)
- Khi em đến
- Khúc ca buồn (lời Việt)
- Kiếp sống đêm
- Kỷ niệm đời học sinh
- Lệ
- Lời tình trên sóng biển
- Mimosa
- Ngày anh đi chắc em còn nhớ
- Người yêu tôi đâu
- Nhịp đàn vui
- Nhớ mình anh thôi (ký Vĩnh Thuận)
- Nhớ chiều cố đô (với Châu Long)
- Những cánh hoa dù
- Những chiều không có em
- Những khoảng trời xanh
- Nếu nhớ đến anh
- Pháo hồng ngày cưới
- Sao em buồn (Người yêu tôi khóc)
- Sau đêm chia tay
- Tàu ra xứ Huế
- Thầm yêu
- Thu Sài Gòn
- Thương ca thân phận
- Tìm lại người xưa (Sơn Tuyền - Trường Hải)
- Tình ca người đi biển
- Tôi đi trong mùa thu
- Tương tư Lan
- Trên đồi thông lạnh
- Xin người hãy vui
- Xuân hành quân
- Xuân này anh chưa về
- Vòng tay chờ đợi